# Полоцький провулок
Полоцький прову́лок — провулок у Голосіївському районі міста Києва, місцевість Деміївка. Пролягає від Голосіївської вулиці до кінця забудови.

## Історія
Виник наприкінці XIX століття під назвою (2-й) Богуславський провулок. Сучасна назва — з 1955 року, на честь міста Полоцьк у Білорусі.